# Васил Левски (булевард в София)
„Васил Левски“ е основен булевард в София, преминаващ през централните части на града. Започва в района на НДК и завършва при площад „Сточна гара“ при булевардите „Сливница“ и „Данаил Николаев“.
Булевард Васил Левски се пресича с много от основните пътни артерии на София като например ул. „Раковска“, както и с булевард „Цар Освободител“ при Софийския университет, а при на площад „Патриарх Евтимий“ с булевард „Патриарх Евтимий“ и улица „Граф Игнатиев“.
По булеварда вървят няколко тролейбусни и автобусни линии и Метростанция СУ „Св. Климент Охридски“.
По време на царска България, булевардът се казва Цар Фердинанд до около 1920 г, след което е преименуван на Христо Ботев (и в двата случая обаче имената се отнасят не само до днешния булевард В. Левски, а включват също така началото на бул. Скобелев, както и цялото продължение на днешния бул. Хр. Ботев). По време на социализма днешният бул. В. Левски е разделен на два отделни булеварда – между НДК и паметника на Васил Левски носи името на Маршал Толбухин, а от Паметника Левски до Сточна гара се казва Волгоград.

## Обекти
Северозападна страна
- Национална художествена академия (ул. „Шипка“ №1)
- Софийски университет „Свети Климент Охридски“ (бул. „Цар Освободител“ №15)
- Министерство на физическото възпитание и спорта (№75)
- Мавзолей на Александър Батенберг (№81)

Югоизточна страна
- Резиденция на посланика на Великобритания (№36)

Сградата е построена през 1914 година и дълго време служи за посолство на Великобритания
- Къща музей „Иван Лазаров“ (№56)
- Национална библиотека „Свети Кирил и Методий“ (№88)
- Национален музикален театър „Стефан Македонски“ (№ 100)

## Градски транспорт
По булевард „Васил Левски“ преминават предимно тролейбуси, като в района на СУ „Св. Климент Охридски“ обръщат два автобуса. Линиите на градския транспорт преминаващи по булеварда са:
- Автобусен транспорт: 9, 84 (280, 306 само обръщат)
- Тролейбусен транспорт: 1, 2, 4, 5, 7*, 8, 9** и 11 (*временно не се движи по маршрута)(**временен маршрут)

Около Паметника Левски има изградено трамвайно ухо, което се използва само при аварийни ситуации и временни маршрутни промени.